# 龙尼·墨菲
罗纳德·T·墨菲（英語：Ronald T. Murphy，1964年7月29日—），美国NBA联盟前职业篮球运动员。他在1987年的NBA选秀中第1轮第17顺位被波特兰开拓者选中。